# NGC 606
NGC 606 je spirální galaxie s příčkou v souhvězdí Ryb. Její zdánlivá jasnost je 13,5m a úhlová velikost 1,4′ × 1,2′. Je vzdálená 450 milionů světelných let, průměr má 181 000 světelných let. Galaxii objevil 18. října 1881 Édouard Stephan.